# NHK総合テレビ午前の情報番組枠
NHK総合テレビ午前の情報番組枠（エヌエイチケイそうごう-ごぜんのじょうほうばんぐみわく）は、NHK総合テレビにて、毎日午前（8・9時台）に放送されている情報番組の一覧。

## 主な番組
平日
- こんにちは奥さん（1966年4月4日 - 1974年3月29日）
- 奥さんごいっしょに（1974年4月1日 - 1980年4月3日）
- おはよう広場（1980年4月7日 - 1984年3月30日）
- おはようジャーナル（1984年4月3日 - 1991年3月29日）
- くらしのジャーナル（1991年4月1日 - 1995年3月31日）
- 生活ほっとモーニング（1995年4月3日 - 2010年3月19日）
- あさイチ（2010年3月29日 - ）

土曜（8時台）
- こんにちは奥さん（1966年4月9日 - 1972年3月）
- くらしの経済（1972年4月8日 - 1996年3月30日）
- 生活ほっとモーニング（1996年4月 - 1998年3月）
- 土曜ほっとモーニング（1998年4月 - 1999年3月）
- NHK週刊ニュース（1999年4月3日 - 2011年3月5日）
- 週刊ニュース深読み（2011年4月9日 - 2018年3月24日）

土曜（9時台）
- なるほど経済（1997年4月 - 1998年3月）
- くらしと経済（2002年4月 - 2006年3月）
- 家計診断　おすすめ悠々ライフ（2006年4月8日 - 2009年3月14日）
- 経済ワイド ビジョンe（2009年4月4日 - 2010年3月20日）
- ニュース深読み（2011年1月15日 - 4月2日）
- 週刊まるわかりニュース（2018年4月7日 - 2022年3月12日）
- 週刊情報チャージ! チルシル(2025年4月5日 - )

日曜
- ニュースの窓（1958年）
- 週間ニュース展望（1959年）
- サンデーけいざい（1985年4月7日 - 1988年3月）
- 週刊こどもニュース（第1期・1994年4月10日 - 1999年3月）
- 経済羅針盤（2005年4月 - 2009年3月29日）
- 週刊こどもニュース（第4期・2010年4月4日 - 12月19日）
- サキどり↑（2011年4月10日 - 2017年3月26日）
- 週刊まるわかりニュース（2022年4月3日 - 2023年3月19日）